# 上官捷科
上官捷科（1576年8月6日—1604年10月6日），字允薦、號心嚴，河南河南府澠池縣人，軍籍，明朝政治人物。

## 生平
上官捷科年少已嶄露頭角，成年後閱讀《理學名臣錄》後就以名顯於世自期許，萬曆二十八年（1600年）以《易經》中舉人第七名，二十九年（1601年）會試中式第五十名，聯捷三甲進士，獲授南宮知縣。他在當地重修廢屋、興辦學校，三年後在任內去世，縣民都思念他，入祀鄉賢祠，有作品《覺迷編》流傳。

## 家族
曾祖上官繼，教諭。祖父上官臣，教授。父親上官亨，邑學生；母親張氏。
無子，以堂兄上官一鳳次子上官𣏌入繼。